# 艾方素·阿迪比
艾方素·阿迪比·梅卡（Alfonso Artabe Meca，1988年8月18日—），生於西班牙帕爾馬，西班牙足球運動員，司職防守中場，現在效力斯洛伐克球會MFK米哈洛夫采。
在馬略卡青訓出身其後一直在西班牙低組別聯賽效力在西乙B聯賽上陣多達58場，直到於2015年外流到比利時甲組聯賽球會皇家聖圖爾登，完季後再到塞浦路斯甲組聯賽效力艾米斯至2017年7月來港加盟港超聯球會香港飛馬，惟他因未能適應香港足球環境，在訓練完全未能踢出應有水準，所以結果他與香港飛馬協議解約。

## 外部連結
- BDFutbol （页面存档备份，存于）
- Soccerway 資料庫 （页面存档备份，存于）